# Альтенбург (Нижняя Австрия)
Альтенбург (нем. Altenburg) — община (нем. Gemeinde) в Австрии, в федеральной земле Нижняя Австрия. Тип общины – торговая (яромарочная) община (нем. Marktgemeinde).
Входит в состав округа Хорн.  Население составляет около 800 человек. Занимает площадь 28,12 км². Официальный код  —  31101.
Южнее коммуны расположено Альтенбургское аббатство.

## Политическая ситуация
Бургомистр коммуны — Йохан Зодек (АНП) по результатам выборов 2005 года.
Совет представителей коммуны (нем. Gemeinderat) состоит из 15 мест.
- АНП занимает 10 мест.
- СДПА занимает 4 места.
- АПС занимает 1 место.